# ملكة جمال العالم 1961
ملكة جمال العالم 1961 هي مسابقة ملكة جمال العالم العاشرة في تاريخ مسابقة ملكة جمال العالم منذ انطلاقتها عام 1951، عقدت المسابقة في 9 نوفمبر 1961 في قاعة مسرح لايسيوم في لندن ، المملكة المتحدة. في نهاية الحدث توجت روزماري فرانكلاند من المملكة المتحدة من قبل ممثل كوميدي أمريكي بوب هوب. كان فرانكلاند أيضًا الوصيف الأول في ملكة جمال الكون عام 1961 ، ممثلة عن ويلز.

## النتائج

### المراكز النهائية

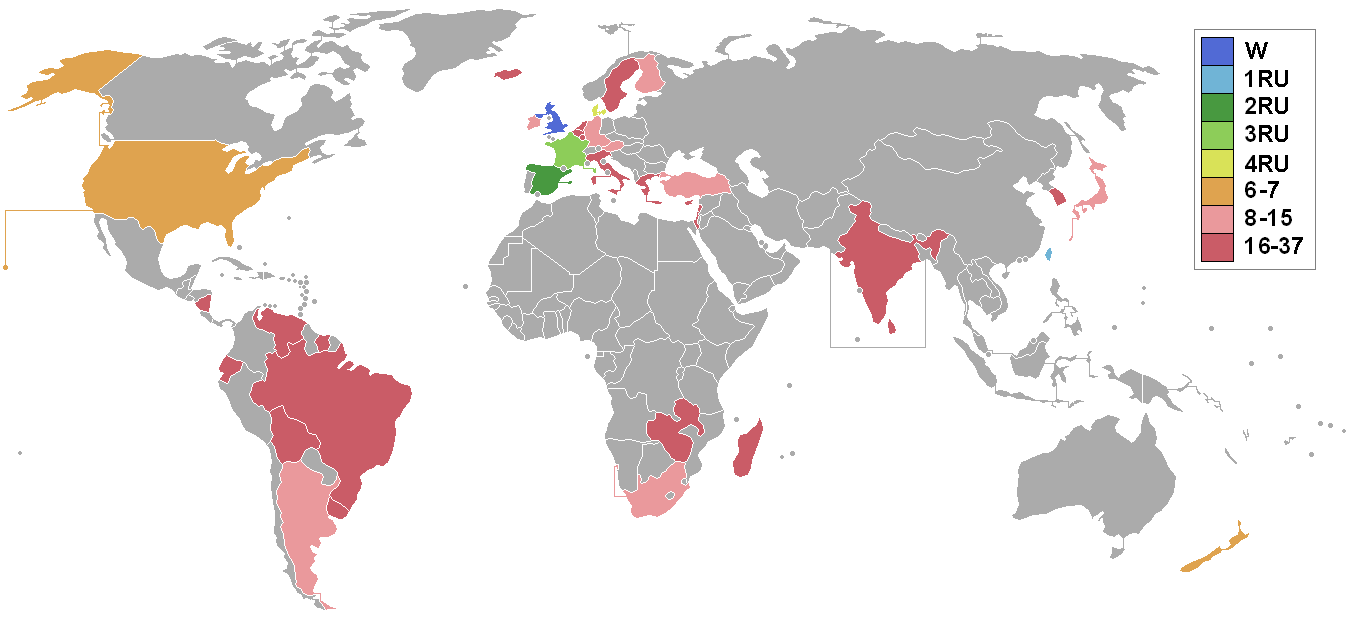
البلدان والأقاليم التي أرسلت المندوبين والنتائج مسابقة ملكة جمال العالم 1961

| النتائج النهائية      | المتنافسة |
| --------------------- | --- |
| ملكة جمال العالم 1961 | - المملكة المتحدة - روزماري فرانكلاند † |
| الوصيفة الأولى        | - تايوان - غريس لي شيو يينغ |
| الوصيفة الثانية       | - إسبانيا - كارمين سيرفيرا |
| الوصيفة الثالثة       | - فرنسا - ميشيل وارنييه |
| الوصيفة الرابعة       | - الدنمارك - إنجي يورجنسن |
| أفضل 7                | - نيوزيلندا - ليون ماري مين - الولايات المتحدة - جو آن أودوم |
| أفضل 15               | - الأرجنتين - سوزانا جوليا باردال - النمسا - هيلا فولفسجروبر - فنلندا - ريتفا تولوكي فايشتر - ألمانيا - رومي مارز - جمهورية أيرلندا - أوليف أورسولا وايت - اليابان - تشي موراكامي - جنوب أفريقيا - إيفون بريندا هولي - تركيا - غولار ساموراي |

## المتسابقات
- الأرجنتين - سوزانا جوليا باردال
- النمسا - هيلا فولفسجروبر
- بلجيكا - جاكلين أوروي
- بوليفيا - نانسي كورتيز جستنيانو
- البرازيل - ألدا ماريا كوتينيو دي مورايس
- سيلان - سوشيلا بيريرا
- قبرص - أندريافا (ريتا) بوليدورو
- الدنمارك - إنجي يورجنسن
- الإكوادور - ماجدالينا دافيلا فاريلا
- فنلندا - ريتفا تولوكي فايشتر
- فرنسا - ميشيل وارنييه
- ألمانيا - رومي مارز
- اليونان - إفستاثيا كارايسكاكي
- هولندا - ريا فان زويدن
- آيسلندا - يوهانا كولبرون كريستيانسدوتير
- الهند - فيرونيكا ليونورا توركاتو
- جمهورية أيرلندا - أوليف أورسولا وايت
- إسرائيل - ارلا هود
- إيطاليا - فرانكا كاتانيو
- اليابان - تشي موراكامي
- كوريا - هيون تشانغ أيه
- لبنان - ليلى انطاكي
- لوكسمبورغ - فيكي سكوس
- مدغشقر - جين راكاتوماهانينا
- نيوزيلندا - ليون ماري مين
- نيكاراجوا - ثيلما أرانا
- رودسيا ونياسالاند - أنجيلا جويس موركروفت
- جنوب أفريقيا - إيفون بريندا هولي
- إسبانيا - كارمين سيرفيرا
- سورينام - كيتي اسيد
- السويد - إنغريد مارجريتا لوندكويست
- تايوان - غريس لي شيو يينغ
- تركيا - غولار ساموراي
- المملكة المتحدة - روزماري فرانكلاند †
- أوروغواي - روما سباداشيني اجوير
- الولايات المتحدة - جو آن أودوم
- فنزويلا - بيكسي روميرو توستا

## الروابط الخارجية
- موقع ملكة جمال العالم الرسمي